# Benita
Benita är en spansk form av det latinska kvinnonamnet Benedikta. Namnet har funnits i Sverige sedan slutet av 1800-talet.
Den 31 december 2014 fanns det totalt 1 111 kvinnor folkbokförda i Sverige med namnet Benita, varav 630 bar det som tilltalsnamn.
Namnsdag: saknas (1986-1992: 21 mars). I den finlandssvenska namnsdagslängden har Benita namnsdag 21 mars sedan 1989.

## Personer med namnet Benita
- Benita Ferrero-Waldner, österrikisk politiker
- Benita Fitzgerald-Brown, amerikansk friidrottare